# Área metropolitana de Hannover
El área metropolitana de Hannover consiste en la ciudad de Hannover y en una serie de ciudades menores de la Región de Hannover, en el estado de Baja Sajonia.
En total, el área metropolitana de Hannover se extiende por una superficie de 1.519 km² y cuenta con una población de poco más de un millón de habitantes, de los cuales 13 y 51,5% corresponden a la ciudad de Hannover, respectivamente. Tiene una densidad de población de 660 hab/km².

## Composición
El área metropolitana de Hannover se compone de la ciudad de Hannover y de 16 pequeñas ciudades y municipios ubicados a su alrededor (entre las que destacan las ciudades de Garbsen y Langenhagen), como se muestra en la tabla siguiente.
| Distrito               | Municipio o ciudad | Superficie (en km²) | Población(1) |
| ---------------------- | ------------------ | ------------------- | ------------ |
| Baja Sajonia           |                    |                     |              |
| Región de Hannover     | Hannover           | 204,01              | 515.559      |
| Región de Hannover     | Wedemark           | 173,34              | 29.165       |
| Región de Hannover     | Burgwedel          | 151,96              | 20.440       |
| Región de Hannover     | Langenhagen        | 71,99               | 51.004       |
| Región de Hannover     | Isernhagen         | 59,76               | 22.643       |
| Región de Hannover     | Burgdorf           | 112,34              | 29.984       |
| Región de Hannover     | Lehrte             | 127,06              | 43.819       |
| Región de Hannover     | Sehnde             | 103,33              | 22.622       |
| Región de Hannover     | Laatzen            | 34,06               | 40.019       |
| Región de Hannover     | Hemmingen          | 31,56               | 18.642       |
| Región de Hannover     | Pattensen          | 67,01               | 13.901       |
| Región de Hannover     | Ronnenberg         | 37,78               | 23.212       |
| Región de Hannover     | Gehrden            | 43,10               | 14.782       |
| Región de Hannover     | Seelze             | 54,04               | 33.089       |
| Región de Hannover     | Garbsen            | 79,31               | 63.073       |
| Región de Hannover     | Wunstorf           | 125,60              | 41.884       |
| Distrito de Hildesheim | Sarstedt           | 42,95               | 18.591       |
| TOTAL                  | TOTAL              | 1.519,20            | 1.002.429    |

- (1) - Datos del 30.09.2006, tomados de los informes estadísticos de población del Niedersächsisches Landesamt für Statistik  Archivado el 12 de octubre de 2008 en Wayback Machine.

## Comparación
En esta tabla se muestran las diez principales áreas metropolitanas de Alemania. El área metropolitana de Hannover ocupa el décimo puesto.
| N.º | Área metropolitana | Superficie (en km²) | Población (en millones) |
| --- | ------------------ | ------------------- | ----------------------- |
| 1   | Región del Ruhr    | 3.484               | 5,036                   |
| 2   | Berlín             | 2.284               | 4,070                   |
| 3   | Hamburgo           | 2.087               | 2,550                   |
| 4   | Múnich             | 1.319               | 1,944                   |
| 5   | Colonia            | 1.414               | 1,809                   |
| 6   | Fráncfort          | 1.415               | 1,756                   |
| 7   | Stuttgart          | 1.344               | 1,745                   |
| 8   | Düsseldorf         | 780                 | 1,316                   |
| 9   | Núremberg          | 1.006               | 1,044                   |
| 10  | Hannover           | 1.519               | 1,002                   |

- Datos: Q315065
- Multimedia: Metropolregion Hannover-Braunschweig-Göttingen-Wolfsburg / Q315065